# (90377) Sedna
 For alternative betydninger, se Sedna. (Se også artikler, som begynder med Sedna)
(90377) Sedna (også kendt som Sedna; symbol: ) er en trans-neptunsk småplanet i Kuiper-bæltet. Sedna blev opdaget af Michael Brown (Caltech), Chad Trujillo (Gemini Observatory) og David Rabinowitz (Yale Universitet) den 14. november 2003. På opdagelsestidspunktet var Sedna 89,6 AU fra solen, hvilket gjorde Sedna til det fjerneste naturlige objekt, man hidtil havde observeret i Solsystemet.
Sedna har en meget elliptisk bane, hvilket betyder at Sedna langt det meste af tiden befinder sig længere væk fra Solen, end nogen andre dværgplanetkandidater. Teoretisk set kan Sedna være blevet kugleformet ved sin egen tyngdekraft og ville så være en dværgplanet, men på grund af afstanden er det vanskeligt at fastslå formen. Spektroskopi har godtgjort at sammensætningen af Sednas overflade ligner andre trans-neptunske objekter med en blanding af vand, metan og nitrogen i fast form med tholiner. Dens overflade er en af de mest røde i solsystemet.

## Opdagelsen
Sedna blev opdaget under en undersøgelse af himlen, foretaget med Samuel Oschin-teleskopet på Palomar Observatoriet nær San Diego. Teleskopet var monteret med Yales 160 megapixel Palomar kamera. Inden for få dage blev Sedna observeret af teleskoper i Chile, Spanien, Arizona og Hawaii. Rumteleskopet Spitzer blev også indstillet til at fotografere objektet, men det var ikke i stand til at observere noget, hvilket betød at objektets diameter måtte være omkring tre-fjerdedele af Plutos.
Objektet blev navngivet efter inuit-havgudinden Sedna, som efter sigende lever i de kolde dybder i det arktiske ocean. Før Sedna officielt blev navngivet, fik det tildelt navnet 2003 VB12.

## Karakteristika

### Fysiske kendetegn
Sedna har en estimeret diameter på mellem 1180 og 1800 kilometer.
Ved opdagelsestidspunktet var objektet det største man havde fundet i Solsystemet, siden opdagelsen af Pluto i 1930. I dag mener man, at Sedna er det femtestørste trans-neptunske objekt man kender. De fire største objekter er dværgplaneterne Eris, Pluto, Makemake og Haumea. Sedna er så langt væk fra Solen, at temperaturen aldrig overstiger -240 °C.
Observationer fra Chile viser, at Sedna er et af de rødeste objekter i Solsystemet, næsten lige så rød som Mars. Modsat Pluto og Charon ser det ud til, at Sedna kun har en meget begrænset mængde methanis eller vandis på overfladen. Chad Trujillo og hans kollegaer på Gemini-observatoriet på Hawaii, mener at Sednas mørkerøde farve kan skyldes kulbrinteslam eller tholin, ligesom det der er fundet på 5145 Pholus.
Sednas overflade er meget ens i farve og spektrum, hvilket sandsynligvis skyldes at der sjældent sker nedslag af andre objekter på Sednas overflade, hvilket oftere er tilfældet for objekter tæt på Solen.
En sammenligning af Sednas og Tritons spektre, giver en fælles model for overflademateriale, hvor overfladen består af 24% tholin, 7% amorft carbon, 25% methanolis med 33% methan.

### Omløbsbane
Sedna har som nævnt en meget elliptisk bane, hvor den ved aphelium befinder sig omkring 975 AU fra solen, og ved perihelium befinder den sig omkring 76,16 AU fra solen. Ved opdagelsen nærmede Sedna sig perihelium, og havde på daværende tidspunkt en afstand på 89,6 AU til solen. Selvom Sedna på opdagelsestidspunktet var det fjerneste objekt man endnu have observeret, så ved man at nogle kometer har baner der bringer dem længere væk fra Solen end Sedna, men de er for lyssvage til at blive observeret. Senere blev dværgplaneten Eris opdaget, som på opdagelsestidspunktet befandt sig 97 AU fra Solen.
Man kender ikke Sednas præcise omløbstid, men den er beregnet til at være mellem 10.500 og 12.000 år. Sedna skulle nå perihelium mellem slutningen af 2075 og midten af 2076.
I 2114 vil Sedna være længere væk fra Solen end Eris og dermed det fjerneste kendte objekt i Solsystemet.
I begyndelsen troede man at Sedna havde en usædvanlig lang rotationstid på mellem 20 og 50 dage. Derfor begyndte man at søge efter drabanter omkring Sedna, da dette er den mest almindelige årsag til lange rotationstider, men undersøgelser med Hubble-teleskopet i marts 2004 viste ikke nogen drabanter omkring Sedna. Nye målinger fra MMT-teleskopet viser, at rotationstiden sandsynligvis er meget kortere, omkring 10 timer, hvilket er typisk for objekter af denne størrelse.
Et studie foretaget af Hal Levison og Alessandro Morbidelli fra Côte d'Azur Observatoriet i Nice, Frankrig, fremstiller en teori, hvor Sednas skæve bane skyldes påvirkningen af en forbipasserende stjerne, indenfor de første 100 millioner år af Solsystemets eksistens. Dette har sandsynligvis være en af de andre stjerner, som blev dannet ud fra den samme planetariske tåge som Solen.
De fremstillede også en anden, mindre sandsynlig teori, som kan forklare Sednas skæve bane. Sedna kan være dannet omkring en brun dværg, som har haft en masse på omkring 1/20 af Solens. Sedna er derefter blevet opfanget i vores solsystem, da den brune dværg passerede igennem det.
En anden mulig forklaring er blevet fremsat af Rodney S. Gomes, som mener at Sednas omløbsbane kan være påvirket af en hypotetisk fjern planet, som befinder sig i den indre del at Oortskyen. Nylige simulationer viser at Sednas omløbsbane kan forklares ved påvirkning af en planet på størrelse med Neptun i en afstand af 2.000 AU fra solen, en planet på størrelse med Jupiter i en afstand af 5.000 AU, eller sågar en planet på størrelse med Jorden i en afstand af 1.000 AU.
Der findes et andet objekt, 2000 CR105, som har en bane der svarer lidt til Sednas. Den har et perihelium på 44,2 AU og et aphelium på 394 AU, samt en omløbstid på 3.240 år. Dens bane kan være resultatet af samme påvirkning, som den Sedna har været udsat for.

## Klassificering
Opdagerne af Sedna har argumenteret for, at Sedna er det første observerede objekt som tilhører Oortskyen, fordi den er for langt væk til at blive opfattet som en del af den spredte disk (eng: scattered disc). Sedna er dog en del tættere på Solen, end man havde forventet af objekter som tilhører Oortskyen, desuden er dens banehældning næsten på linje med planeternes og Kuiper-bæltet, hvilket betyder at man normalt betegner den som et indre Oortskyobjekt.
Det er blevet foreslået at Sedna sammen med et par senere opdagede objekter (f.eks. 2000 CR105), skal have deres egen kategori under et af følgende engelske navne:
- Extended scattered disc objects, forkortet E-SDO
- Detached objects
- Distant detached objects, forkortet DDO
- Scattered-extended objects (som del af en formelle klassifikation fra Deep Ecliptic Survey-projektet)

Den sidste klassifikation introducerer en formel adskillelse mellem Scattered-Near objekter (f.eks. Eris) og Scattered-Extended objekter som Sedna.
Med opdagelsen af Sedna dukkede spørgsmålet om, hvilke astronomiske objekter der kunne betragtes som planeter, igen op. Den 15. marts 2004 blev der bragt en artikel af den almene presse, som rapporterede at den tiende planet var blevet opdaget. Spørgsmålet om hvorvidt Sedna var en planet, blev besvaret af den nye definition fra IAU, som nøje beskrev hvilke krav der skulle opfyldes, før et objekt kunne betragtes som en planet – og disse krav opfyldte Sedna ikke. Som det ser ud nu, ville Sedna godt kunne klassificeres som en dværgplanet, men der er stor sandsynlighed for at Sedna ikke har ryddet sin bane for materiale, til trods for man endnu ikke har opdaget nogle objekter i banen.